# Barbara von Absberg
Barbara von Absberg war Äbtissin des Klosters Obermünster von 1435 bis 1456.

## Herkunftsfamilie
Barbara von Absberg entstammt dem fränkischen Adelsgeschlecht der von Absberg, benannt nach dem mittelfränkischen Absberg samt der ehemaligen Burg Absberg. Nach Johann Gottfried Biedermann ist sie die Tochter des Ritters Heinrich von und zu Absberg und der Cunegunda, eine geborene von Liechtenstein. Ihre Geschwister sind Georg, Walburga und Hans. Ritter und Doktor Georg von und zu Absberg ist Erbkämmerer des Heiligen Römischen Reiches und hochfürstlich brandenburg-onolzbachischer Statthalter, Kanzler und Landhofmeister. Ihre Schwester Walburga war ebenfalls Stiftsdame – jedoch im Stift Niedermünster, sie starb 1450. Biedermann führt ohne nähere Jahresangaben Barbara auch als Äbtissin von Niedermünster. Vermutlich starb Barbara 1456, da die Amtswürde als Äbtissin in der Regel auf Lebenszeit verliehen war. Heinrich IV. von Absberg, ein enger Verwandter der Linie Absberg zu Rumburg, war ab 1465 Bischof von Regensburg.